# 田辺真人 (奈良時代)
田辺 真人（たなべ の まひと、生没年不詳）は、奈良時代の官人。氏姓は田辺史のち上毛野君(公)。官位は外従五位下・造東大寺司判官。

## 経歴
天平7年（735年）12月、写経所の経師とあるのが初見。その事績は『正倉院文書』に細かく記されているが、おおまかに記すと、同14年（742年）6月、福寿寺一切経所解に自署しており、天平14年（742年）・同16年（744年）・同17年には史生、同18年（746年）には金光明寺造物所の舎人で大初位上、同年閏9月から12月にかけて「史生」とあり、さらに造東大寺司判官と見え、金光明寺より二等給として、絁2匹、綿4屯、布1匹を与えられている。
同19年（747年）にも判官と見え、6月には正八位上、12月には史生とある。同20年（748年）7月、判官、正八位上とあり、同21年（749年）までには従七位上に昇叙したらしい。天平勝宝改元後の7月には私経弥勒経を書写させ、同年8月には薬師経を書写させた。9月には正七位上に昇叙されており、救護経を書写せしめた。この頃に上毛野公、あるいは上毛野公となっている。ただし、同3年までは「田辺史」とも記されている。おそらく、天平勝宝2年（750年）一族の田辺難波・田辺広浜らとともに田辺史から上毛野君に改姓したものと思われる。
同2年3月から5月のうちに正六位下に昇叙している。8月には知事・判官とあり、この時に私願経を書写せしめた。以後も引き続き造東大寺司判官であり、同6年（754年）閏10月には外嶋院牒に署している・同7年（755年）正月も同様、同7歳（755年）3月、正六位上、下野員外掾を兼任している。
同9歳（757年）5月、食三田次・川原凡・益田縄手・大蔵家主・土師犬養・土師弟勝とともに外従五位下に昇叙している。天平宝字2年（758年）8月、大般若経料紙20枚をすすめている。同3年（759年）6月、造東大寺司鋳所解に署し、同年11月、検田使として越中国東大寺田を検し、同年12月、同じく検田使として越前国足羽郡糞置村の東大寺田を検している。
同4年（760年）6月、光明皇太后の葬の養民使となっている。同5年（761年）9月には美濃介と見え、同6年（762年）4月、判官で、鋳所別当を兼任し、同7年（763年）、美作介に任じられた。
その後、藤原仲麻呂の乱に関係したらしく、官位を剥奪されているが、天平神護3年（767年）正月、無位より本位の外従五位下に復し、神護景雲2年（768年）2月、造東大寺司大判官に就任している。
以上が主要な経歴であるが、このほかに、年月は不詳ではあるが、親族である大舎人の田辺両麻呂を写経所校生に推挙し、判官の時、机2台を進上し、553文を進め、啓状がある。このほかにも、正倉院文書の各所に多数、名前が散見している。

## 官歴
注記のないものは『続日本紀』による。
- 天平7年（735年）12月：見写経所経師[24]
- 天平14年（742年）7月：見史生[25]
- 天平16年（744年）10月：見史生[26]
- 天平17年（745年）8月：見史生[27]
- 天平18年（746年）7月：見金光明寺造物所舎人・大初位上。閏9月：見史生[28]。11月：見史生[29]。12月：見史生[30]。12月：見造東大寺司判官[31]
- 天平19年（747年）3月：見判官[32]。6月：見正八位上[33]。12月：見兼史生[34]。
- 天平20年（748年）7月：見判官・正八位上[35]
- 天平21年（749年）2月：従七位上[36]。天平勝宝元年9月：正七位上[6]
- 天平勝宝2年（750年） 3月10日：田辺史から上毛野君に改姓。3月：見正七位下[37]。5月：見正六位下[7]。8月：見知事兼判官[38]
- 天平勝宝7歳（755年）3月：見正六位上・兼下野員外掾[39][40]。
- 天平勝宝8歳（756年）11月：見正六位上[41][42][43]。
- 天平勝宝9歳（757年）5月20日：外従五位下
- 天平宝字3年（759年）11月：越中国検田使[44][45][46]・12月、越前国検田使[47][48][49]
- 天平宝字4年（760年）6月7日、養民使（光明皇太后葬儀）
- 天平宝字5年（761年）9月；見兼美濃介[50]
- 天平宝字6年（762年）4月：判官兼鋳所別当[51][52]
- 天平宝字7年（763年）正月9日：美作介
- 時期不詳：官位剥奪
- 天平神護3年（767年）正月22日：外従五位下（復位）
- 神護景雲2年（768年）2月18日：造東大寺司大判官